# GoonRock
GoonRock (sinh năm 1975) nhà một nhà sản xuất âm nhạc người Mỹ, đến từ Hollywood, California. Anh nổi tiếng nhất với vai trò đồng sản xuất và nghệ sĩ góp mặt trong đĩa đơn hit "Party Rock Anthem" của ban nhạc LMFAO.

## Danh sách đĩa nhạc
- The Real Party

### Với vai trò hợp tác
| Năm  | Bài hát                                                           | Album                   |
| ---- | ----------------------------------------------------------------- | ----------------------- |
| 2011 | "Best Night" (LMFAO hợp tác với will.i.am, GoonRock & Eva Simons) | Sorry for Party Rocking |
| 2011 | "We Came Here to Party" (LMFAO hợp tác với GoonRock)              | Sorry for Party Rocking |
| 2011 | "Party Rock Anthem" (LMFAO hợp tác với Lauren Bennett & GoonRock) | Sorry for Party Rocking |